# NGC 4893
NGC 4893 هو اصطدام مجري، يقع في كوكبة السلوقيان. اكتشف في 24 أبريل 1865 . وقد اكتشفه هاينريش لويس دريست .

## روابط خارجية
- NGC 4893 على موقع ويكي سكاي: DSS2, SDSS, GALEX, IRAS, Hydrogen α, X-Ray, Astrophoto, Sky Map, Articles and images